# Georgina Rowe
Georgina Rowe (* 13. November 1992 in Narrabeen, Sydney) ist eine australische Ruderin. 2019 wurde sie Weltmeisterschaftszweite im Achter.

## Sportliche Karriere
Georgina Rowe war Surferin und gewann 2016 die australischen Meisterschaften im Ergometerrudern. Daraufhin begann sie 2017 ernsthaft mit dem Rudersport. Bereits 2018 gehörte sie zur australischen Nationalmannschaft und startete im australischen Achter, der in der Besetzung Leah Saunders, Georgina Gotch, Rosemary Popa, Georgina Rowe, Annabelle McIntyre, Ciona Wilson, Jacinta Edmunds, Emma Fessey und Steuermann James Rook hinter dem Boot aus den Vereinigten Staaten und den Kanadierinnen Bronze bei den Weltmeisterschaften in Plowdiw erkämpfte.
2019 siegten die Australierinnen in Posen und belegten in Rotterdam den zweiten Platz hinter den Neuseeländerinnen. In der Besetzung Leah Saunders, Jacinta Edmunds, Bronwyn Cox, Georgina Rowe, Rosemary Popa, Annabelle McIntyre, Jessica Morrison, Molly Goodman und James Rook gewannen die Australierinnen bei den  Weltmeisterschaften in Linz/Ottensheim Silber hinter Neuseeland und vor dem Boot aus den  Vereinigten Staaten. Bei den Olympischen Spielen in Tokio belegte sie mit dem australischen Achter den fünften Platz. Ebenfalls Fünfte wurden die Australierinnen bei den Weltmeisterschaften 2022. Ein Jahr später bei den Weltmeisterschaften in Belgrad siegte der rumänische Achter vor der Crew aus den Vereinigten Staaten und den Australierinnen. Rowe gehörte auch 2024 bei den Olympischen Spielen in Paris zum australischen Achter. Als viertplatzierte Crew hatten die Australierinnen etwas über eine Sekunde Rückstand auf die drittplatzierten Britinnen.
Die etwa 1,84 m große Georgina Rowe ist ausgebildete Krankenschwester und startet für den UTS Rowing Club.